# Olympische Sommerspiele 1964/Kanu – Vierer-Kajak 1000 m (Männer)
Die Wettkämpfe im Vierer-Kajak über 1000 Meter bei den Olympischen Sommerspielen 1964 wurden vom 20. bis 22. Oktober auf dem Sagami-ko in der Nähe von Tokio ausgetragen. Es war die erste Austragung des Kajak-Vierers bei Olympischen Sommerspielen.
Es wurden zwei Vorläufe und Hoffnungsläufe ausgetragen. Danach folgten drei Halbfinalläufe und das Finale, in welchem sich das Boot der Sowjetunion durchsetzen konnte.

## Ergebnisse

### Vorläufe
Die jeweils ersten drei Boote qualifizierten sich für die Halbfinals, die restlichen Boote für den Hoffnungslauf.

#### Lauf 1
| Rang | Athleten                                                                  | Nation         | Zeit        |
| ---- | ------------------------------------------------------------------------- | -------------- | ----------- |
| 1    | Simion Cuciuc Mihai Țurcaș Atanasie Sciotnic Aurel Vernescu               | Rumänien       | 3:15,17 min |
| 2    | Mykola Tschuschykow Wjatscheslaw Ionow Anatoli Grischin Wolodymyr Morosow | Sowjetunion    | 3:18,24 min |
| 3    | Imre Kemecsey András Szente György Mészáros Imre Szöllősi                 | Ungarn         | 3:18,60 min |
| 4    | Paul Hoekstra Guillaume Weijzen Theodorius van Halteren Jan Wittenberg    | Niederlande    | 3:21,15 min |
| 5    | Stanisław Jankowiak Rafał Piszcz Ryszard Marchlik Robert Ruszkowski       | Polen          | 3:28,14 min |
| 6    | Peter Lawler Glenn Palmer Robert Lowery Alistair Wilson                   | Großbritannien | 3:28,59 min |
| 7    | Kurt Heubusch Günther Pfaff Kurt Lindlgruber Ernst Severa                 | Österreich     | 3:30,54 min |
| 8    | Izumi Etō Tomio Sumimoto Tadamasa Satō Yūji Umezawa                       | Japan          | 3:33,25 min |

#### Lauf 2
| Rang | Athleten                                                                   | Nation             | Zeit        |
| ---- | -------------------------------------------------------------------------- | ------------------ | ----------- |
| 1    | Günter Perleberg Friedhelm Wentzke Bernhard Schulze Holger Zander          | Deutschland        | 3:17,13 min |
| 2    | Rolf Peterson Gunnar Utterberg Sven-Olov Sjödelius Carl von Gerber         | Schweden           | 3:18,79 min |
| 3    | Dragan Desančić Aleksandar Kerčov Vladimir Ignjatijević Staniša Radmanović | Jugoslawien        | 3:20,30 min |
| 4    | Phillip Coles Dennis McGuire Dennis Green Barry Stuart                     | Australien         | 3:21,20 min |
| 5    | Claudio Agnisetta Angelo Pedroni Cesare Beltrami Cesare Zilioli            | Italien            | 3:25,32 min |
| 6    | William Jewell Walter Richards Tony Ralphs William Smoke                   | Vereinigte Staaten | 3:35,74 min |
| —    | Michael Brown Arpad Simonyik Gabor Joo Paul Stahl                          | Kanada             | DNS         |

### Hoffnungsläufe
Die ersten drei Boote der Hoffnungsläufe erreichten das Halbfinale.

#### Lauf 1
| Rang | Athleten                                                               | Nation         | Zeit        |
| ---- | ---------------------------------------------------------------------- | -------------- | ----------- |
| 1    | Paul Hoekstra Guillaume Weijzen Theodorius van Halteren Jan Wittenberg | Niederlande    | 3:21,04 min |
| 2    | Claudio Agnisetta Angelo Pedroni Cesare Beltrami Cesare Zilioli        | Italien        | 3:21,36 min |
| 3    | Peter Lawler Glenn Palmer Robert Lowery Alistair Wilson                | Großbritannien | 3:30,44 min |
| 4    | Izumi Etō Tomio Sumimoto Tadamasa Satō Yūji Umezawa                    | Japan          | 3:34,68 min |

#### Lauf 2
| Rang | Athleten                                                            | Nation             | Zeit        |
| ---- | ------------------------------------------------------------------- | ------------------ | ----------- |
| 1    | Phillip Coles Dennis McGuire Dennis Green Barry Stuart              | Australien         | 3:22,75 min |
| 2    | Stanisław Jankowiak Rafał Piszcz Ryszard Marchlik Robert Ruszkowski | Polen              | 3:22,84 min |
| 3    | Kurt Heubusch Günther Pfaff Kurt Lindlgruber Ernst Severa           | Österreich         | 3:26,98 min |
| 4    | William Jewell Walter Richards Tony Ralphs William Smoke            | Vereinigte Staaten | 3:46,48 min |

### Halbfinalläufe
Die ersten drei Boote der Halbfinals erreichten das Finale.

#### Lauf 1
| Rang | Athleten                                                                   | Nation         | Zeit        |
| ---- | -------------------------------------------------------------------------- | -------------- | ----------- |
| 1    | Simion Cuciuc Mihai Țurcaș Atanasie Sciotnic Aurel Vernescu                | Rumänien       | 3:24,22 min |
| 2    | Dragan Desančić Aleksandar Kerčov Vladimir Ignjatijević Staniša Radmanović | Jugoslawien    | 3:27,84 min |
| 3    | Phillip Coles Dennis McGuire Dennis Green Barry Stuart                     | Australien     | 3:29,97 min |
| 4    | Peter Lawler Glenn Palmer Robert Lowery Alistair Wilson                    | Großbritannien | 3:33,00 min |

#### Lauf 2
| Rang | Athleten                                                            | Nation      | Zeit        |
| ---- | ------------------------------------------------------------------- | ----------- | ----------- |
| 1    | Günter Perleberg Friedhelm Wentzke Bernhard Schulze Holger Zander   | Deutschland | 3:21,01 min |
| 2    | Imre Kemecsey András Szente György Mészáros Imre Szöllősi           | Ungarn      | 3:24,05 min |
| 3    | Claudio Agnisetta Angelo Pedroni Cesare Beltrami Cesare Zilioli     | Italien     | 3:24,84 min |
| 4    | Stanisław Jankowiak Rafał Piszcz Ryszard Marchlik Robert Ruszkowski | Polen       | 3:25,43 min |

#### Lauf 3
| Rang | Athleten                                                                  | Nation      | Zeit        |
| ---- | ------------------------------------------------------------------------- | ----------- | ----------- |
| 1    | Mykola Tschuschykow Wjatscheslaw Ionow Anatoli Grischin Wolodymyr Morosow | Sowjetunion | 3:24,26 min |
| 2    | Rolf Peterson Gunnar Utterberg Sven-Olov Sjödelius Carl von Gerber        | Schweden    | 3:25,23 min |
| 3    | Paul Hoekstra Guillaume Weijzen Theodorius van Halteren Jan Wittenberg    | Niederlande | 3:25,53 min |
| 4    | Kurt Heubusch Günther Pfaff Kurt Lindlgruber Ernst Severa                 | Österreich  | 3:26,05 min |

### Finale
| Rang | Athleten                                                                   | Nation      | Zeit        |
| ---- | -------------------------------------------------------------------------- | ----------- | ----------- |
| 1    | Mykola Tschuschykow Wjatscheslaw Ionow Anatoli Grischin Wolodymyr Morosow  | Sowjetunion | 3:14,67 min |
| 2    | Günter Perleberg Friedhelm Wentzke Bernhard Schulze Holger Zander          | Deutschland | 3:15,39 min |
| 3    | Simion Cuciuc Mihai Țurcaș Atanasie Sciotnic Aurel Vernescu                | Rumänien    | 3:15,51 min |
| 4    | Imre Kemecsey András Szente György Mészáros Imre Szöllősi                  | Ungarn      | 3:16,24 min |
| 5    | Rolf Peterson Gunnar Utterberg Sven-Olov Sjödelius Carl von Gerber         | Schweden    | 3:17,47 min |
| 6    | Claudio Agnisetta Angelo Pedroni Cesare Beltrami Cesare Zilioli            | Italien     | 3:19,32 min |
| 7    | Paul Hoekstra Guillaume Weijzen Theodorius van Halteren Jan Wittenberg     | Niederlande | 3:19,36 min |
| 8    | Dragan Desančić Aleksandar Kerčov Vladimir Ignjatijević Staniša Radmanović | Jugoslawien | 3:19,79 min |
| 9    | Phillip Coles Dennis McGuire Dennis Green Barry Stuart                     | Australien  | 3:21,69 min |

## Weblink
- Ergebnisse